# Cerkiew św. Jerzego w Werchracie
Cerkiew św. Jerzego w Werchracie – dawna cerkiew greckokatolicka, znajdująca się w Werchracie, wzniesiona w 1910.

## Historia
Cerkiew zbudowano w 1910 podobno na miejscu wcześniejszej drewnianej według projektu znanego ukraińskiego architekta Wasyka Nahirnego. Poświęcił ją Konstantyn Czechowicz greckokatolicki ordynariusz przemyski, urodzony w pobliskim Dziewięcierzu. Po 1947 przejęta przez kościół rzymskokatolicki, ale przez wiele lat nieużytkowana. Od 1974 pełni funkcję kościoła  parafialnego pw. św. Józefa Robotnika parafii w Werchracie. Obecnie współużytkowana także przez grekokatolików. W 1980 przeszła gruntowny remont.

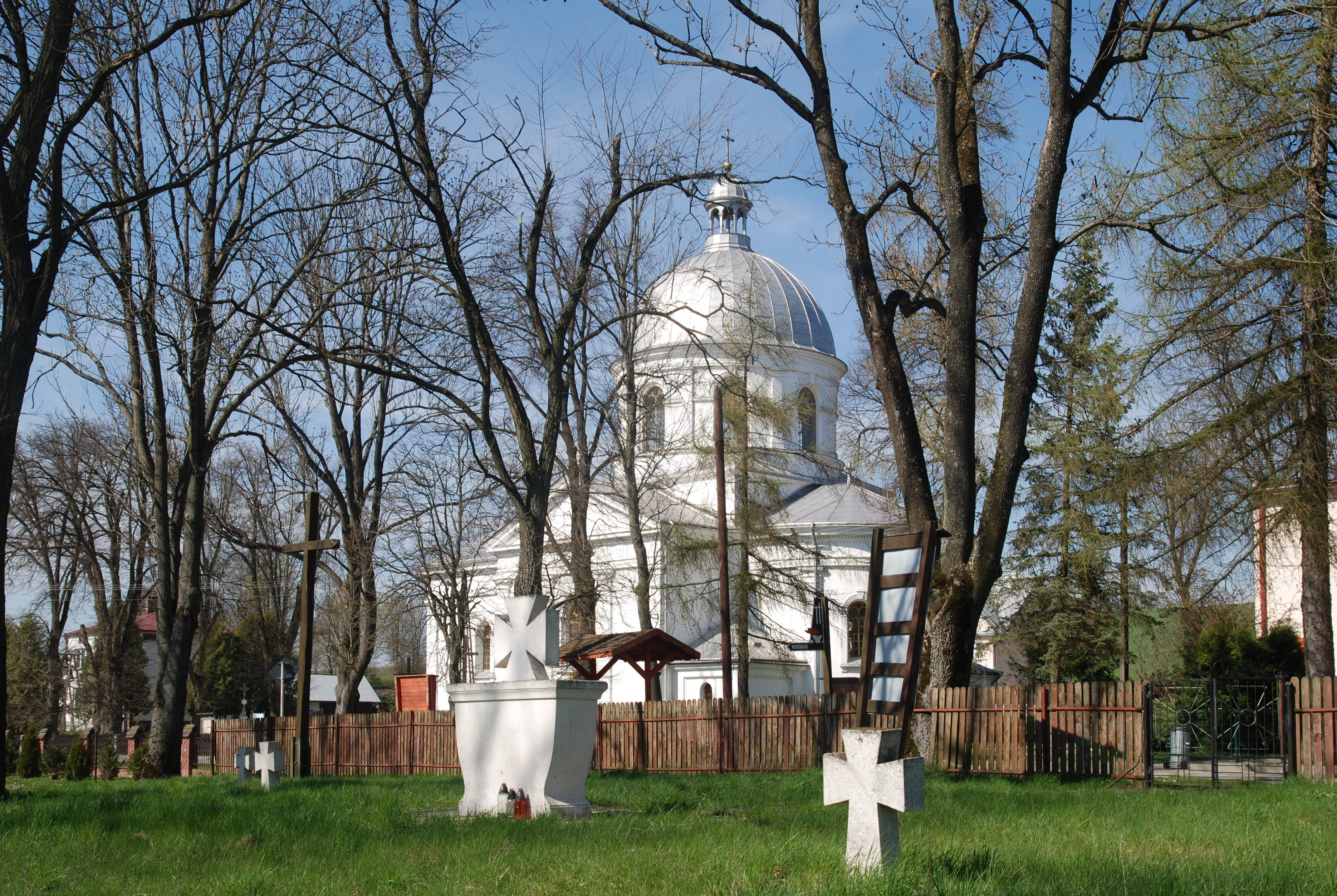
Widok ogólny
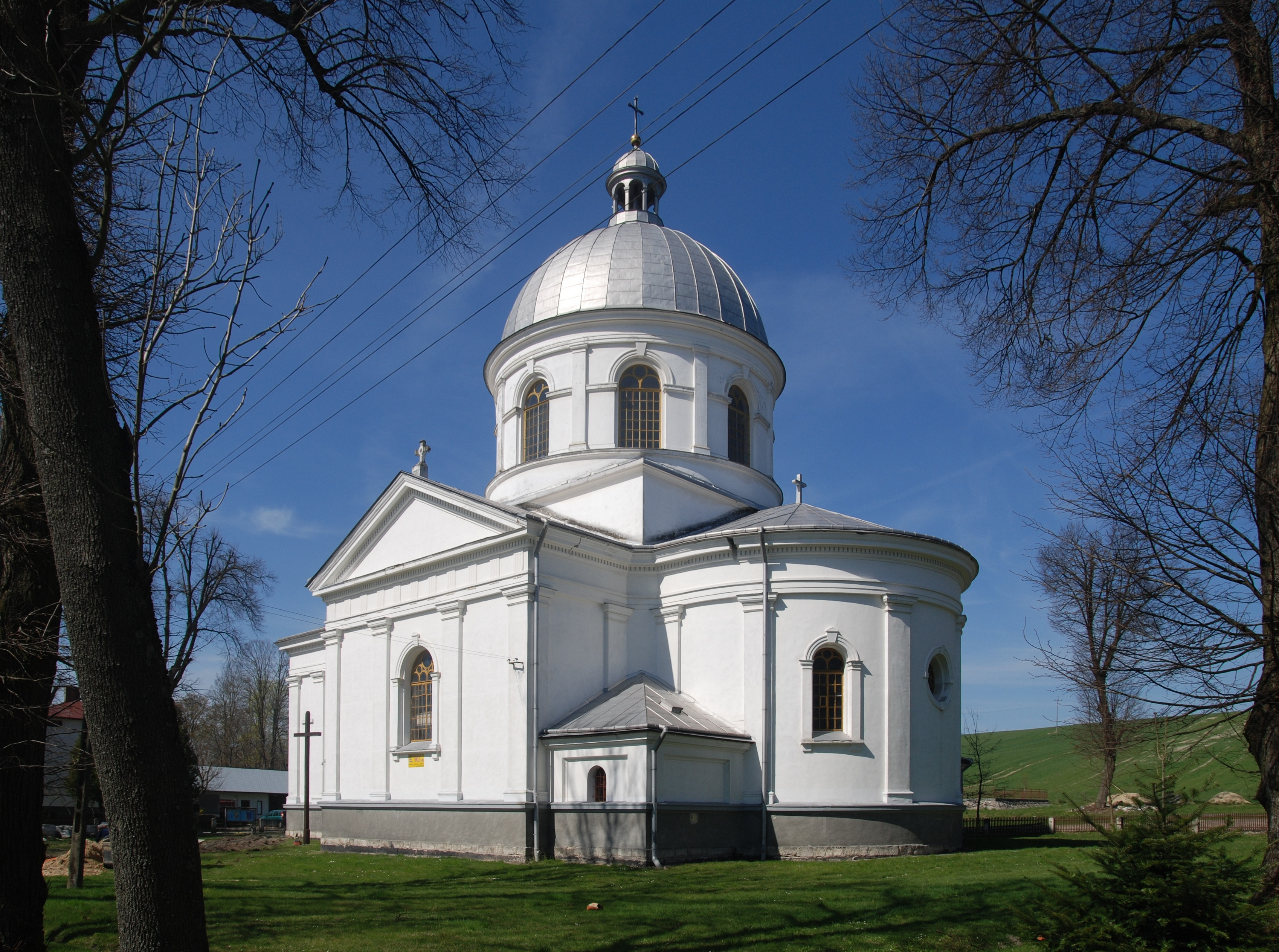
Widok od strony poł.-wsch.
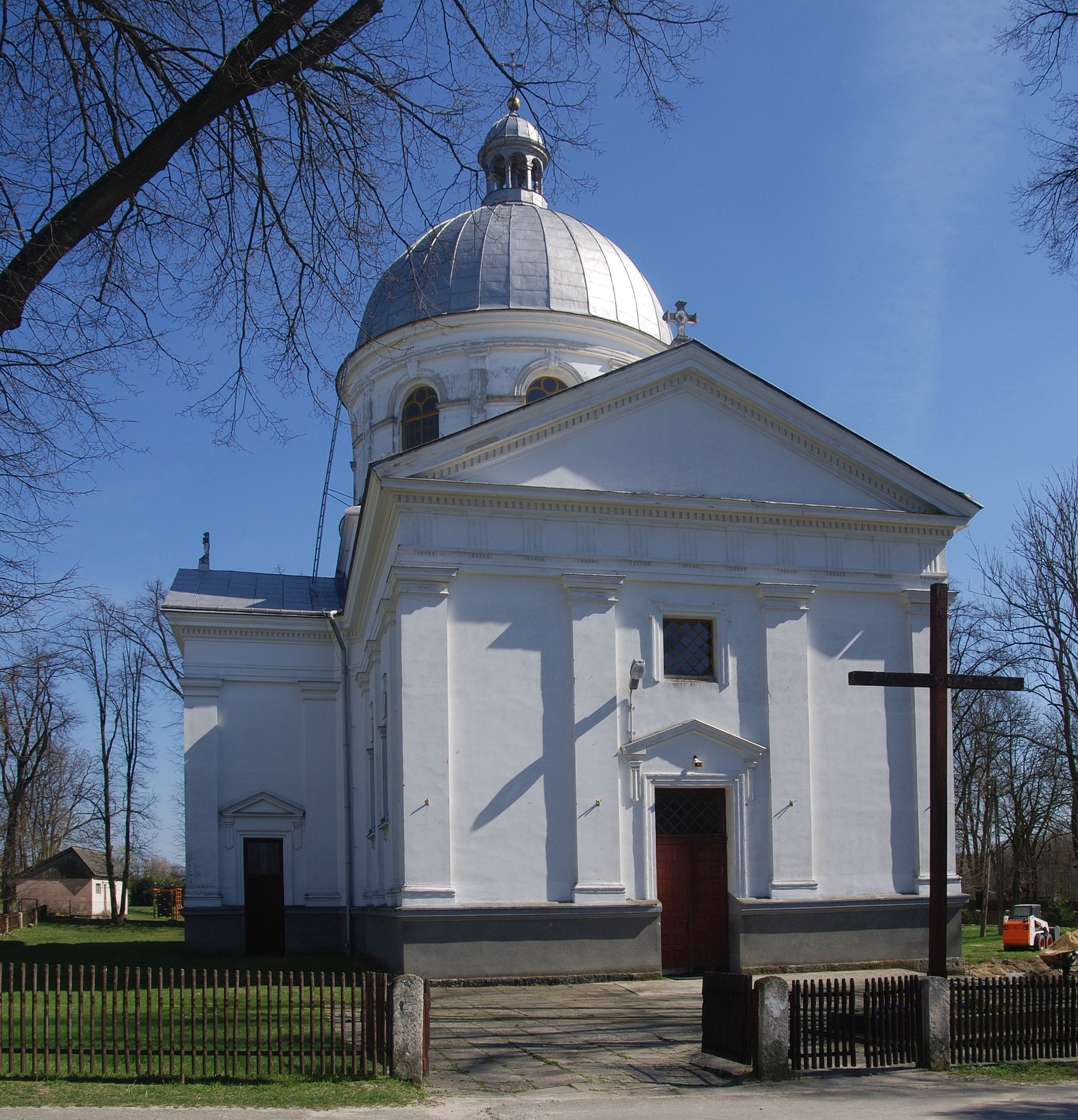
Elewacja frontowa
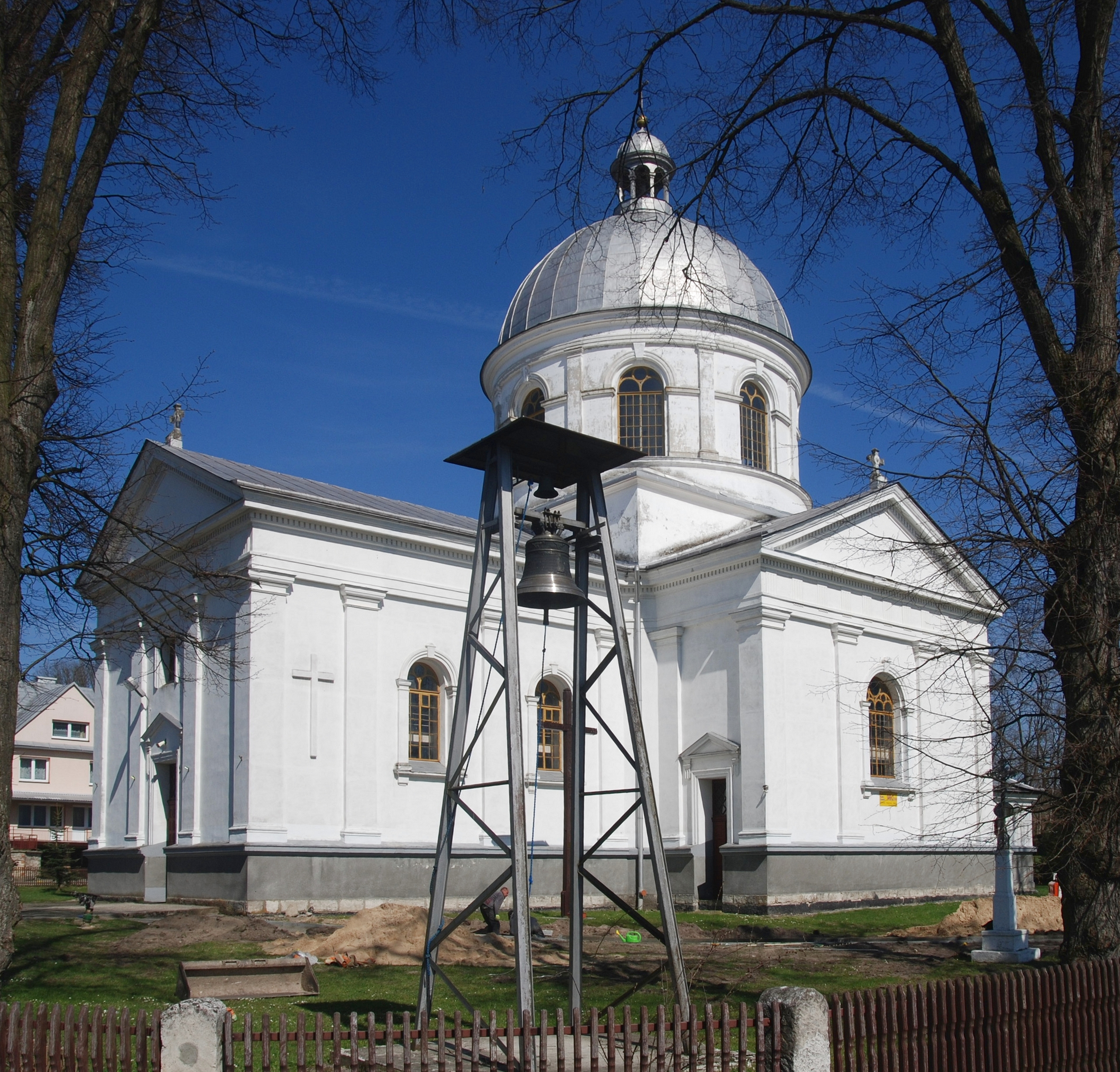
Dzwonnica
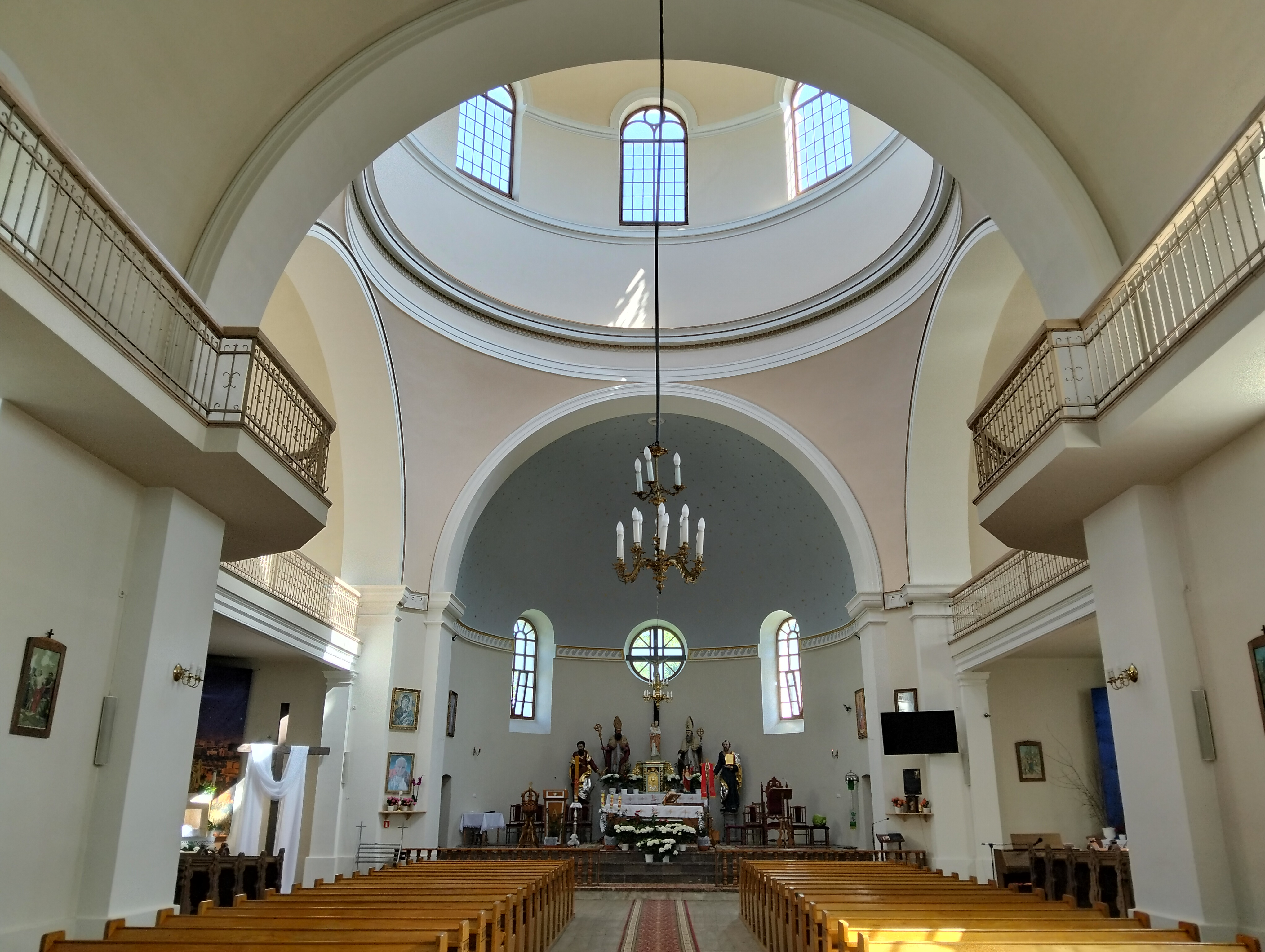
Wnętrze
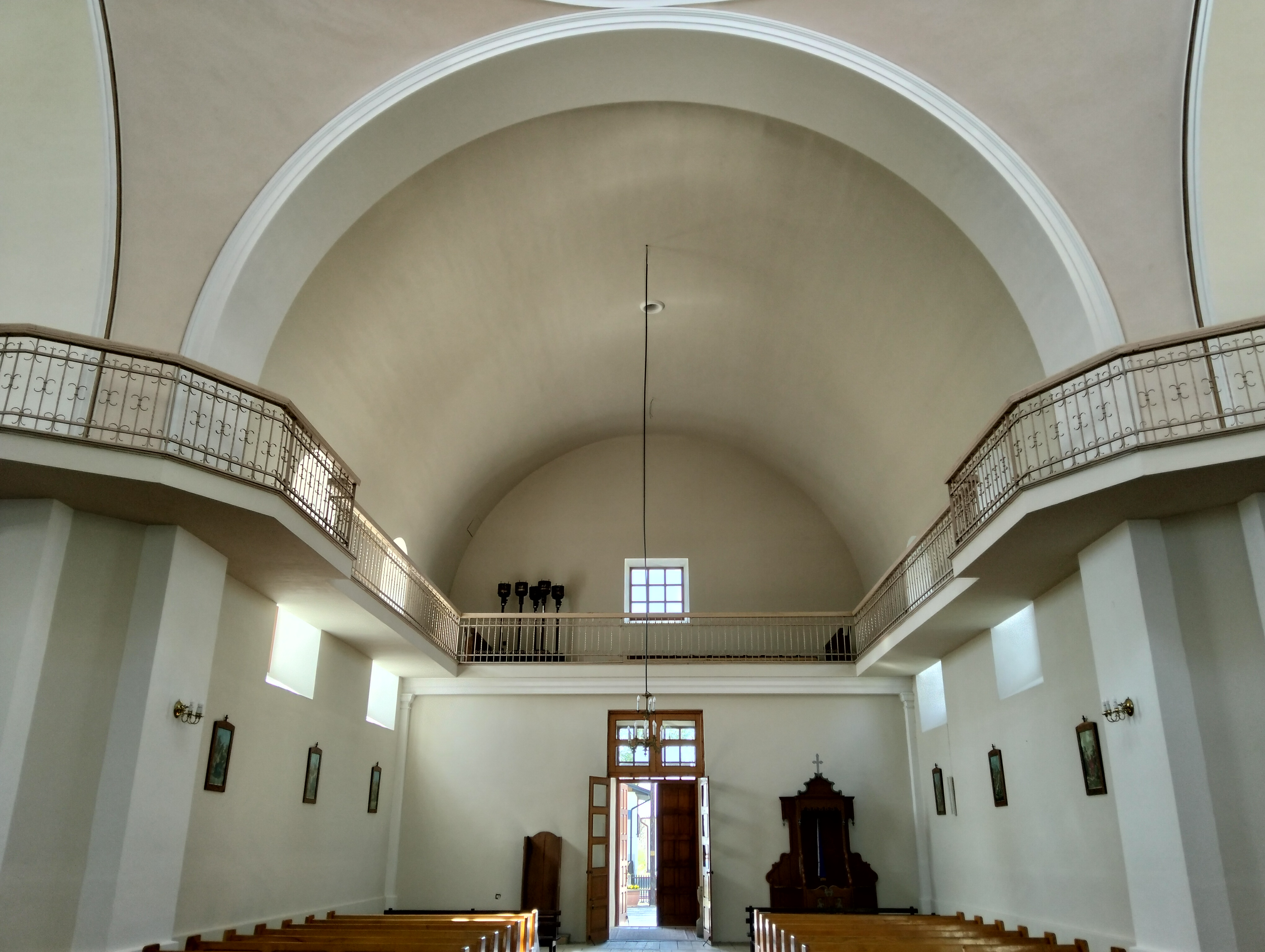
Chór

## Architektura i wyposażenie
Jest to duża murowana budowla wzniesiona w stylu neobizantyjskim, otynkowana, na planie krzyża, z ogromną centralnie umieszczoną kopułą, o wystroju klasycystycznym. Pozostałością dawnego wystroju jest umieszczona w bocznym ołtarzu ikona Bogurodzicy Hodogitri z końca XVII wieku. Oprócz tego najcenniejszymi z obecnego wyposażenia są cztery drewniane barokowe figury z XVIII wieku, przeniesione z nieczynnego kościoła w Uhnowie na Ukrainie. Po prawej stronie nawy znajduje się tablica upamiętniająca Brata Alberta. 

## Otoczenie
Przed świątynią znajduje się metalowa współczesna dzwonnica, gablota i tablica poświęcona działalności Brata Alberta na tym terenie oraz tablica pamięci Jana Pawła II. Obok Diecezjalny Dom Rekolekcyjny Wyższego Seminarium Duchownego.

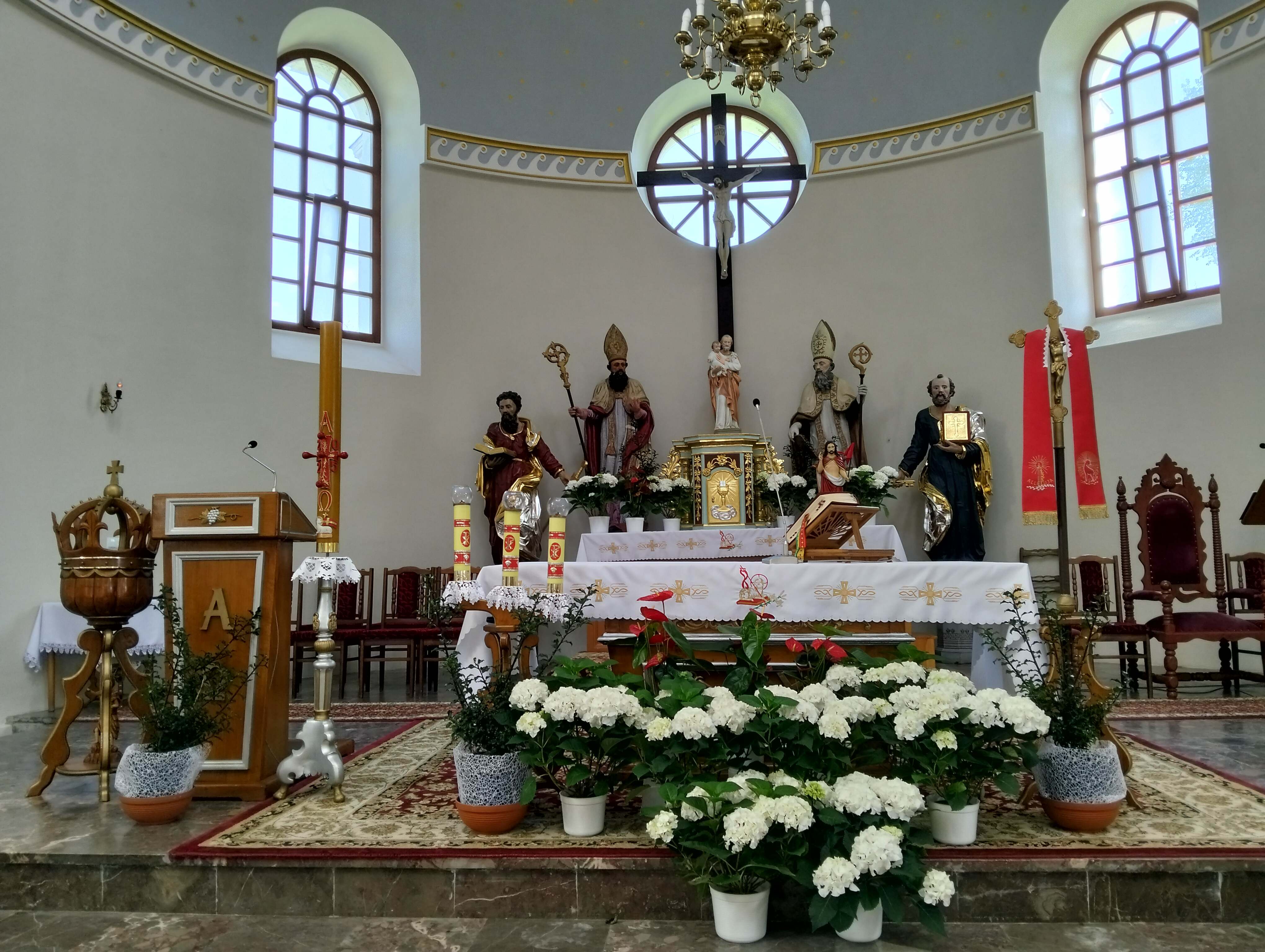
Ołtarz główny
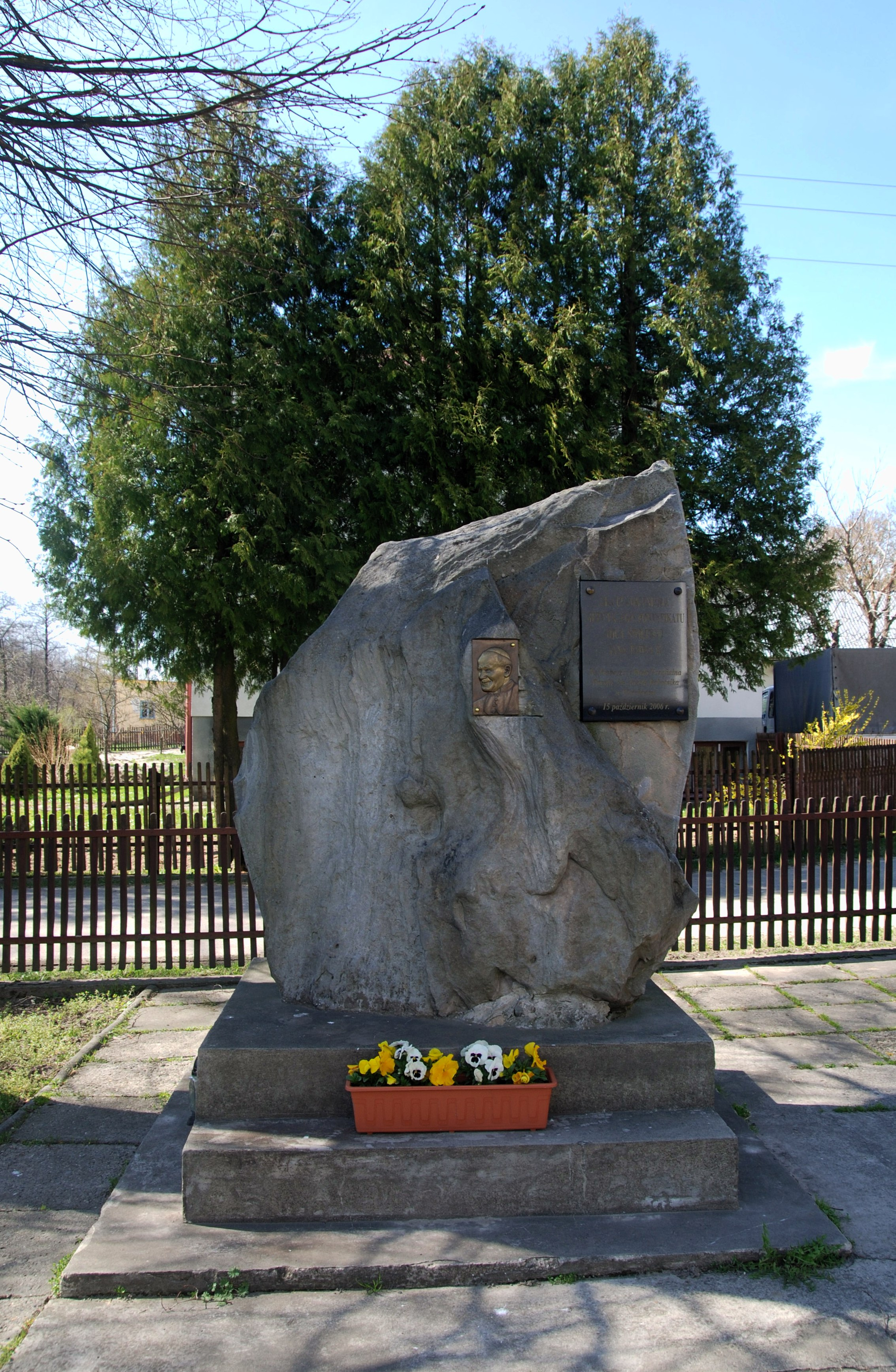
Upamiętnienie św. Jana Pawła II
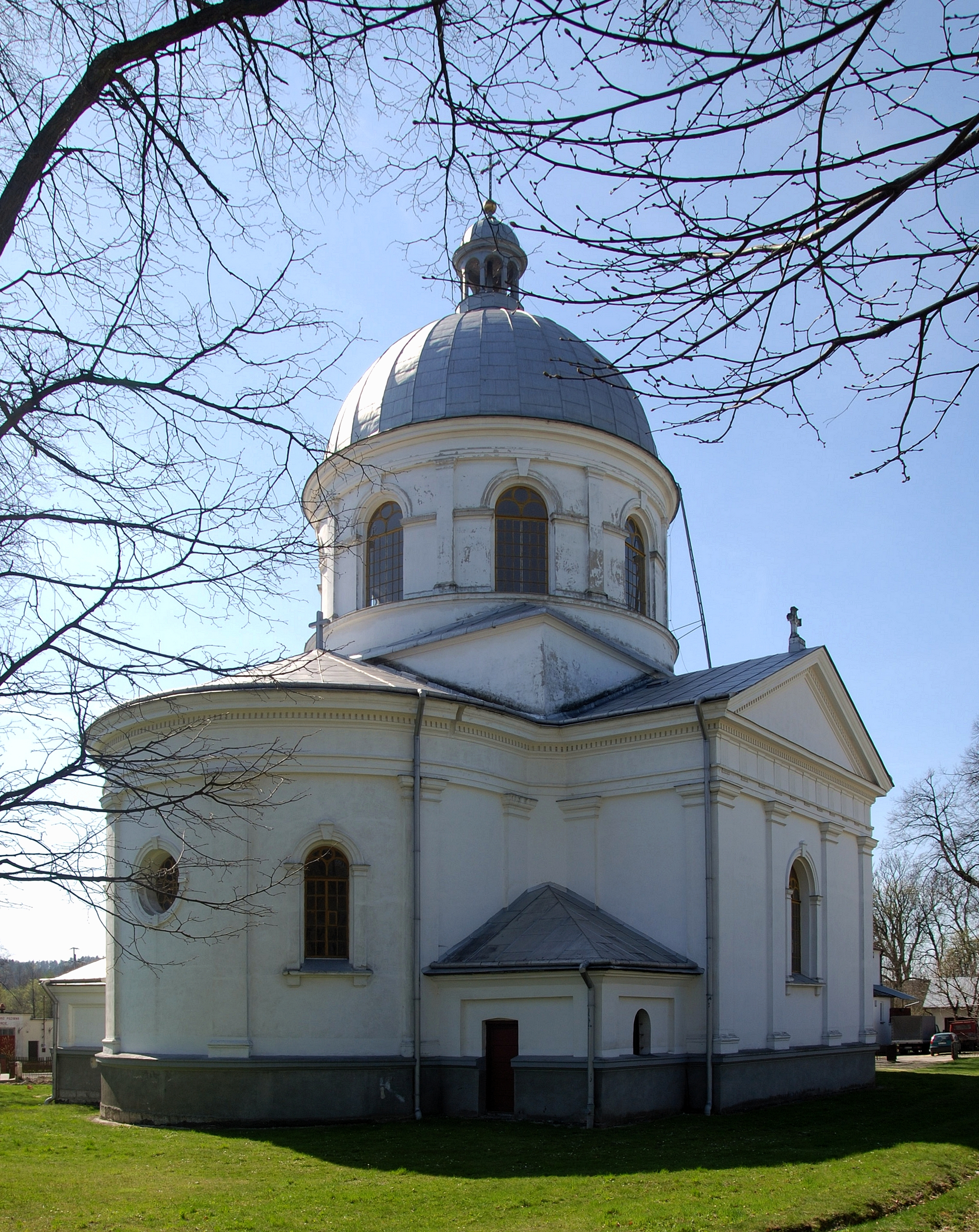
Elewacja północna
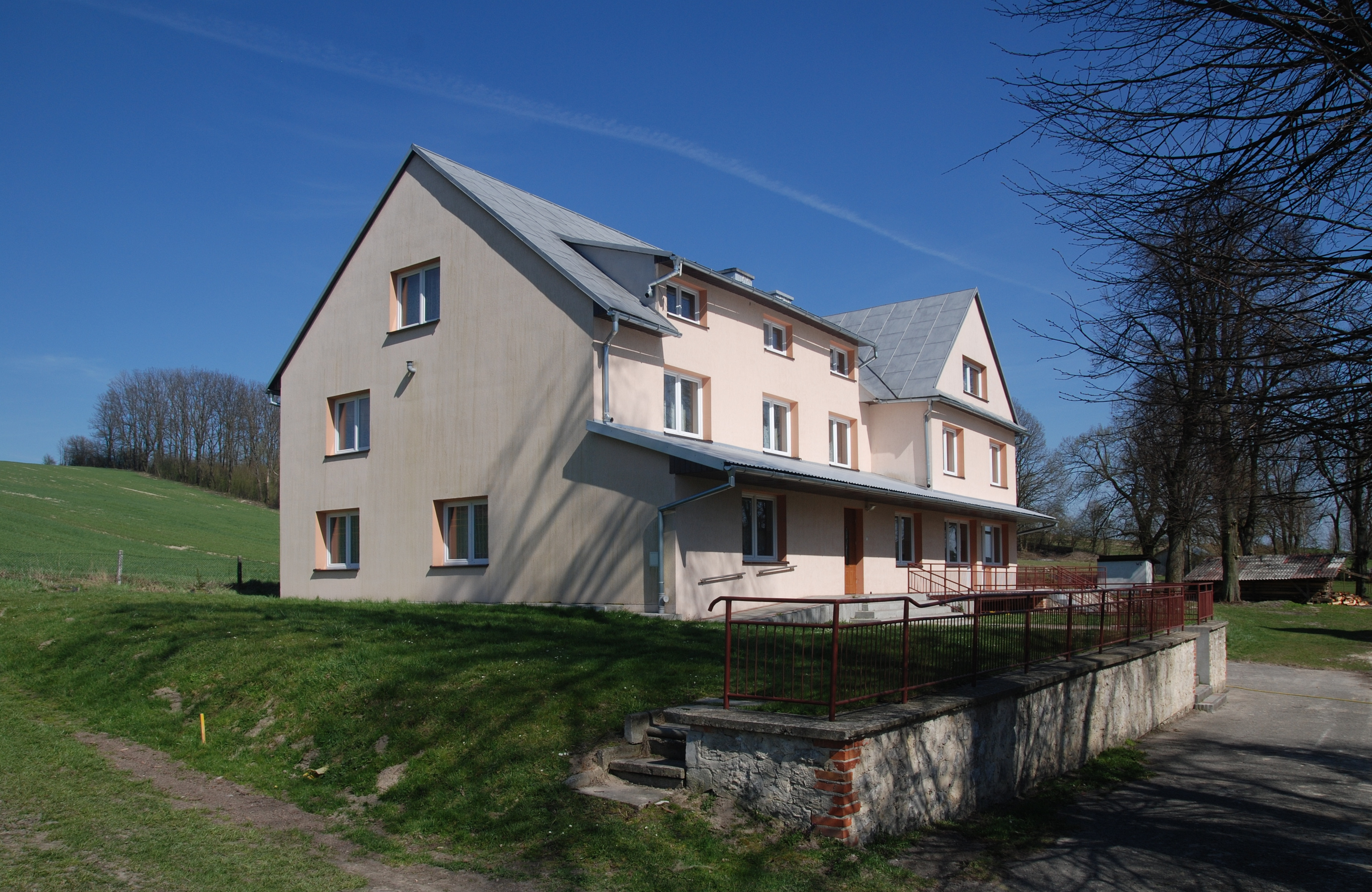
Dom rekolekcyjny